# Raadhuizen van Steenbergen
Steenbergen heeft in de loop der eeuwen verschillende raadhuizen gekend. Het eerste gebouw dat dienst heeft gedaan als raadhuis was een groot stenen gebouw, dat 'stadhuis' genoemd werd. Het wordt voor het eerst vermeld in een akte uit 1453. Dit stadhuis was oorspronkelijk een grotendeels vierkant, verdedigbaar gebouw. Blijkens een prent van Hendrik Spilman uit circa 1740 was het middeleeuwse gebouw in die tijd nog in goede staat, voorzien van torentjes en een sierlijk portaal. Vanwege slecht onderhoud en ruimtegebrek in de binnenstad werd het echter gesloopt toen in 1827 de vestingstatus van Steenbergen werd opgeheven.
Niet lang daarna werd een nieuw raadhuis gebouwd in neoclassicistische stijl. Het gebouw had een groot driehoekig fronton met klokkentoren, steunend op vier grote Toscaanse halfzuilen. In september 1936 brandde het gebouw grotendeels uit, waarna het gesloopt werd.

## Twee gemeentehuizen
Het werd vervangen door een gemeentehuis gebouwd in historiserende stijl, ontworpen door Jac. Hurks en de Steenbergense stadsarchitect C. Roelants. In de raadzaal zijn gebrandschilderde ramen aangebracht door Joep Nicolas. Omdat dit te klein werd voor de zich uitbreidende gemeente is er in 2005 een nieuw gemeentehuis gebouwd. Het oude gemeentehuis wordt particulier bewoond, maar is ook nog in gebruik als trouwlocatie en voor speciale evenementen.

## Fotogalerij

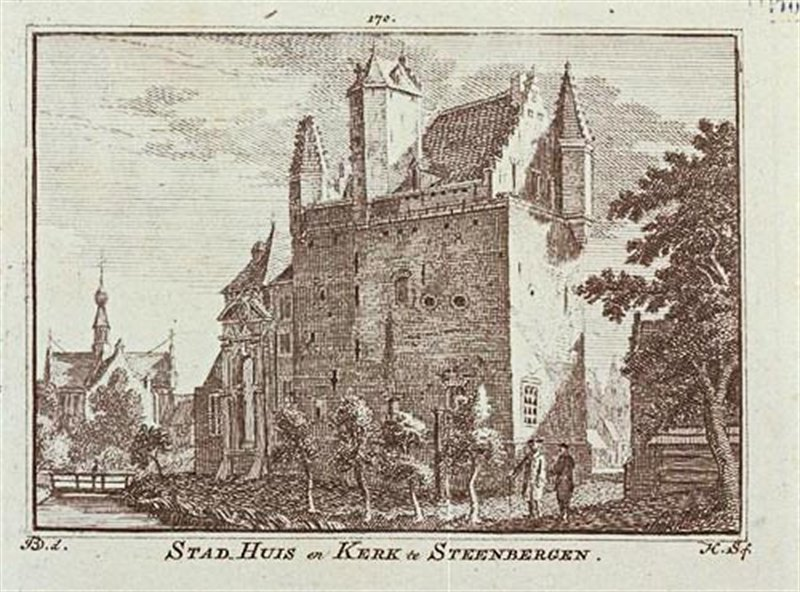
Het stadhuis van Steenbergen door Hendrik Spilman, circa 1740
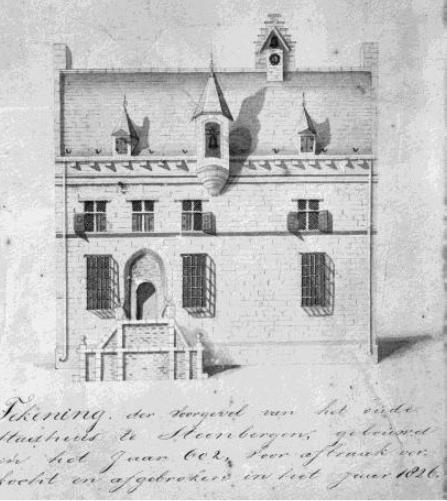
Het stadhuis kort voor de sloop, tekening door Ambrosius Duijvelaar
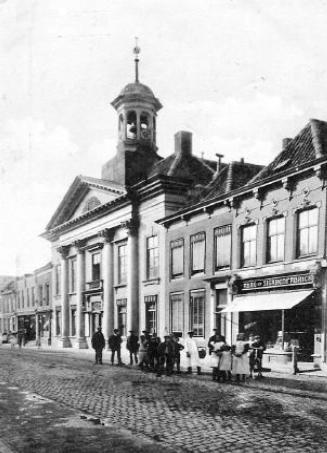
Het neoclassicisistische stadhuis
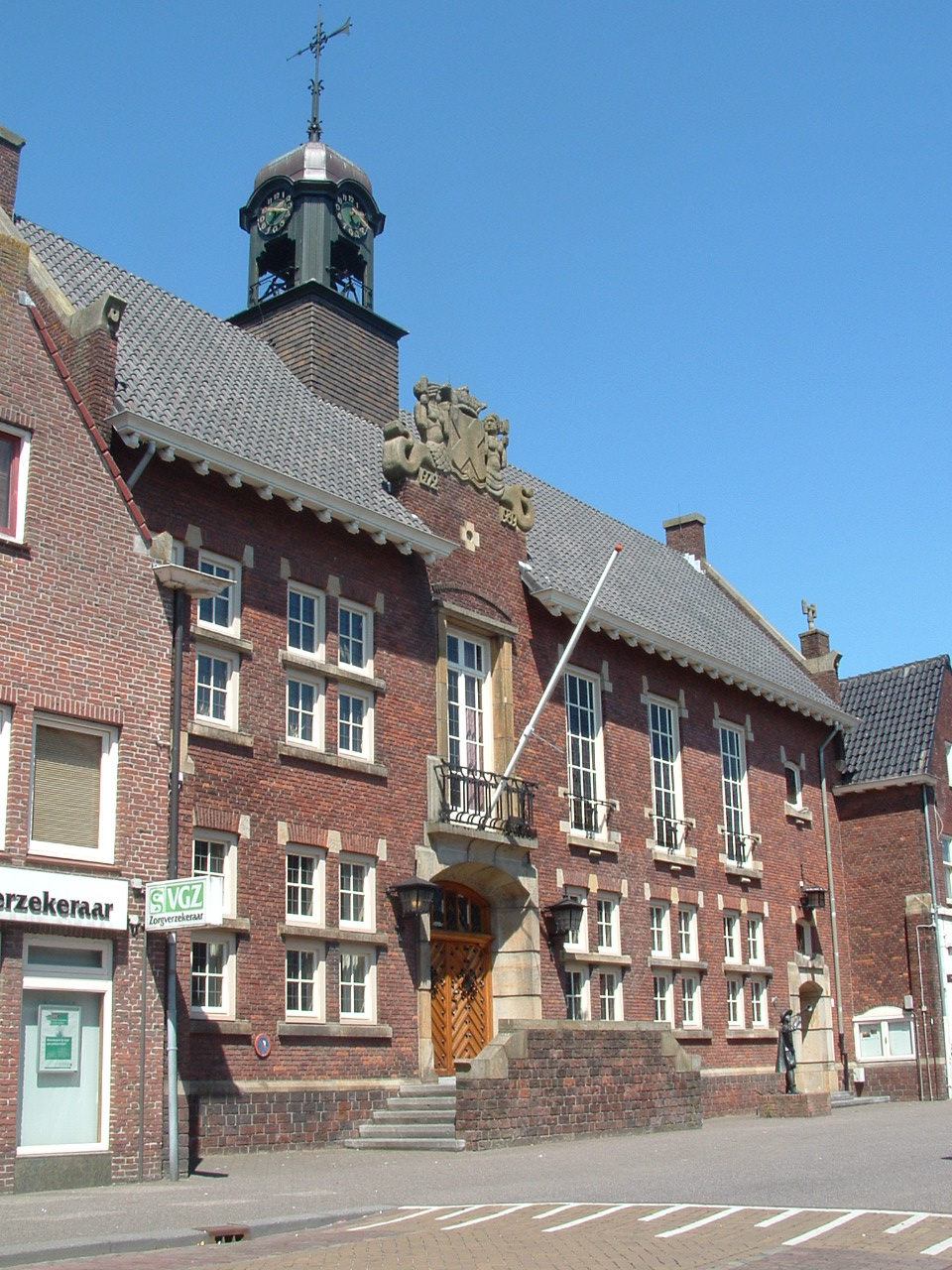
Het stadhuis in de Kaaistraat, ontworpen door Jac. Hurks